# Abdelhamid Kermali
Abdelhamid Kermali (ar. عبد الحميد كرمالي; ur. 24 kwietnia 1931 w Akbu – zm. 13 kwietnia 2013 w Satifie) – algierski piłkarz grający na pozycji napastnika, a następnie trener piłkarski.

## Kariera klubowa
Swoją karierę piłkarską Kermali rozpoczął w klubie USM Sétif, w którym zadebiutował w 1949 roku. W 1951 roku przeszedł do USM Algier, a w 1952 roku został zawodnikiem FC Mulhouse. W 1953 roku przeszedł do AS Cannes, a w 1955 roku do Olympique Lyon. W latach 1962–1966 ponownie grał w USM Sétif, a w latach 1966-1967 w ES Sétif, w którym zakończył karierę.

## Kariera reprezentacyjna
Kermali rozegrał jeden mecz w reprezentacji Algierii w 1963 roku.

## Kariera trenerska
Po zakończeniu kariery piłkarskiej Kermali został trenerem. Prowadził ES Sétif (1966-1967 i 2003-2004), MC Algier (1983-1989, 1999) i reprezentację Algierii (1989-1992, 2000-2001), której był selekcjonerem podczas Pucharu Narodów Afryki 1990, który Algieria wygrała oraz podczas Pucharu Narodów Afryki 1992, jednak tym razem nie wyszedł z nią z grupy.